# الکساندر بسمرتنیخ
الکساندر بسمرتنیخ (روسی: Алекса́ндр Алекса́ндрович Бессме́ртных؛ زادهٔ ۱۰ نوامبر ۱۹۳۳) سیاست‌مدار اهل اتحاد جماهیر شوروی سوسیالیستی است. وی از ۱۵ ژانویه ۱۹۹۱ تا ۲۸ اوت ۱۹۹۱ وزیر امور خارجه شوروی بود.